# Frihetlig konservatism
Frihetlig konservatism (engelska: libertarian conservatism) är en konservativ politisk ideologi som kombinerar klassiskt liberala principer med konservativa positioner i värdefrågor. Dess anhängare betonar i synnerhet liberalismens negativa friheter när de argumenterar för värde- och kulturkonservativa ståndpunkter, såsom avvisandet av socialliberal social ingenjörskonst.

## Kärnfrågor
I dess politiska mening används termen för att beskriva ideologier som kombinerar ett stöd för vissa ekonomiska principer såsom budgetdisciplin, privat äganderätt, marknadsekonomi och en klassiskt konservativ tro på självhjälp och personlig frihet i ett laissez-faire-liberalt samhälle, med sociala idéer såsom vikten av traditionell moral och tron på medfödd mänsklig olikhet.
Frihetligt konservativa förespråkar en representativ och liten statsapparat vars verksamhet regleras av starka grundlagar. Nationalekonomiskt förordar de i regel en stram finanspolitik enligt den österrikiska skolans modell och motsätter sig statligt bruk av sådant som penningpolitik, fiatvalutor och inflation.
Frihetlig konservatism skiljer sig från ideologier såsom liberalism och liberalkonservatism bland annat genom att sakna jämlikhetsideal och genom att avvisa den liberala grundsatsen tabula rasa.
Frank Meyer, en av grundarna av National Review, har kallat den ideologiska kombinationen av klassisk liberalism och konservatism för "fusionism".

## Historia
Dagens frihetliga konservatism kan sägas ha uppstått i det tidiga 1980-talets Washington, där den libertarianska tankesmedjan Cato Institute vid denna tid var uppdelad i en konservativ och en liberal falang. År 1982 splittrades tankesmedjan och den konservativa falangen, ledda av ekonomen Murray Rothbard och författaren Lew Rockwell, lämnade Cato för att starta en egen tankesmedja under namnet Misesinstitutet.
När Misesinstitutet grundades beskrev Rockwell, Rothbard och andra frihetligt konservativa sina åsikter som paleolibertarianism. De byggde vidare på den klassiska liberalismens avvisande av ”alla former av statlig intervention – ekonomisk, kulturell, social, internationell” men förespråkade samtidigt kulturkonservatism när det gällde socialt tänkande och beteende. De motsatte sig en lössläppt nyliberalism som förespråkade "frihet från borgerlig moral och sociala normer." Begreppet paleolibertarianism övergavs så småningom till förmån för frihetlig konservatism eftersom folk, enligt Rockwell, förväxlade paleolibertarianism med paleokonservatism.
Nationalekonomerna Friedrich Hayek, Ludwig von Mises och Milton Friedman har beskrivits som frihetligt konservativa. Den amerikanske kongressledamoten Ron Paul har ansetts kombinera klassiskt liberala och konservativa ideal såsom strävan efter en liten statsapparat med att visa hur den amerikanska konstitutionen försvarar individen och de flesta klassiskt liberala principer.

## Amerikansk debatt

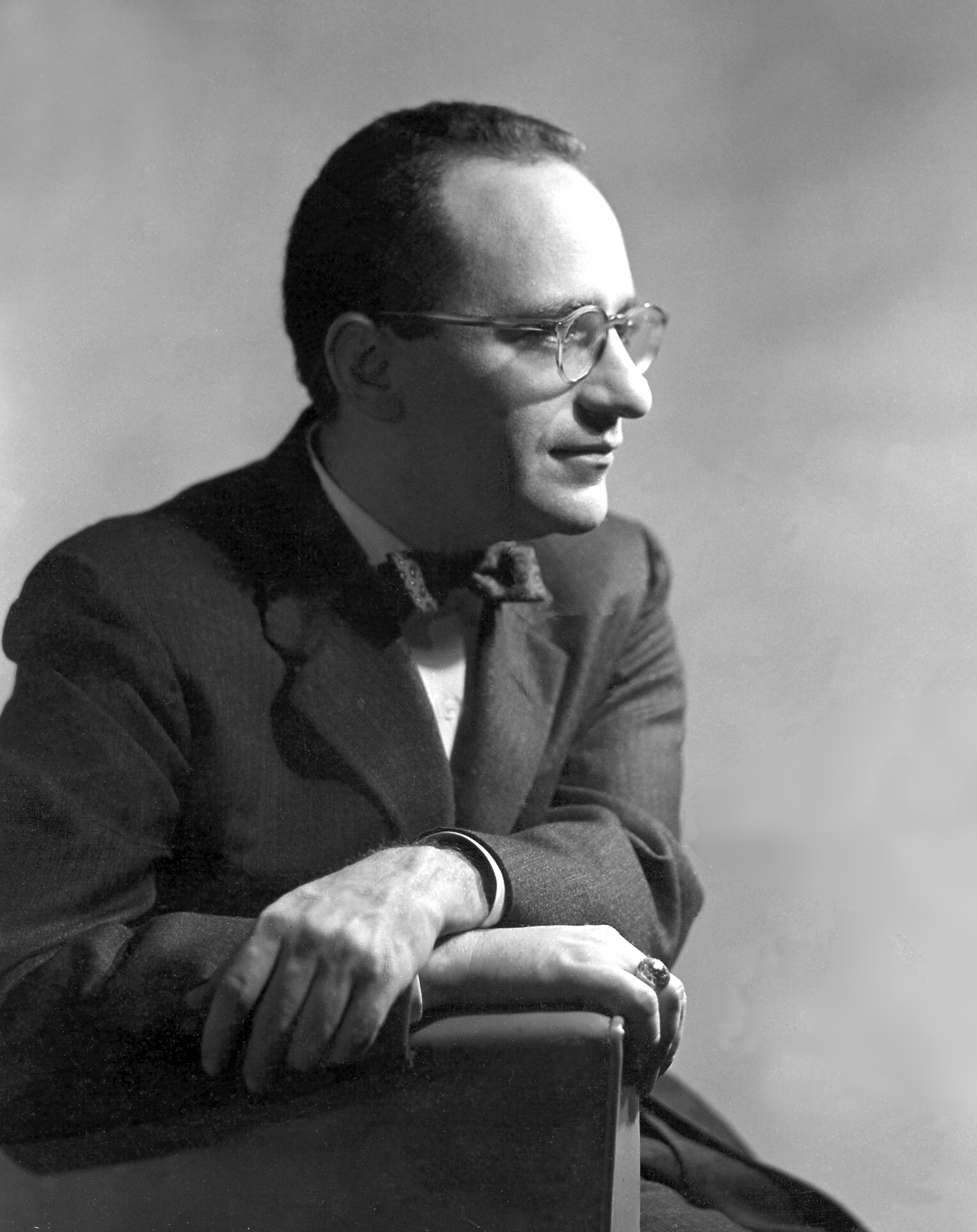
Murray Rothbard (1926-1995) är en av den frihetliga konservatismens tidiga förespråkare.

Genom kopplingen till klassisk liberalism delar den frihetliga konservatismen vissa beröringspunkter med liberalkonservatism, och därmed med det republikanska partietablissemanget i USA. Den frihetliga konservatismen är emellertid betydligt strängare i sin aversion mot staten och i sitt motstånd mot statlig inblandning i sociala och ekonomiska frågor.
År 1975 sade Ronald Reagan att ”Jag tror att själva hjärtat och själen i konservatism är libertarianism”. Vissa libertarianer kritiserade Reagan för att ha genomdrivit politiska beslut som var oförenliga med libertariansk ideologi.
Murray Rothbard var kritisk till Reaganadministrationens stöd till Israel, som han såg som ett angrepp på den palestinska äganderätten. Han motsatte sig en tvåstatslösning eftersom palestinierna "har brukat jorden eller på annat sätt använt Palestinas mark i århundraden" och därmed har en starkare rätt till området än israelerna, som Rothbard beskrev som "en grupp tillresta fanatiker från hela världen som hävdar att hela landområdet har 'givits' till dem, i egenskap av religiös grupp eller stam, enligt någon legend om vad som inträffat i det förflutna". Han kom därmed att skilja sig från många samtida judiska libertarianer i USA, bland annat Ayn Rand, som ansåg att judarna hade "objektiv" rätt till överhöghet i området bland annat med argumentet att araber "är vildar" och att judar är "civiliserade".
Nelson Hultberg skrev att klassiska liberaler och konservativa delar en ”gemensam filosofisk grundsyn”. ”Den sanna konservativa rörelsen var från starten en blandning av klassisk politisk liberalism, kulturkonservatism och icke-interventionism utomlands, som testamenterades till oss via våra grundlagsfäder”. Han skrev att denna frihetliga konservatism har blivit ”kapad” av neokonservatismen, ”av exakt de fiender den utformades för att bekämpa – fabianer, New Deal-anhängare, välfärdsförespråkare och progressiva, globalister, interventionister, militarister, nationsskapare och hela det resterande gänget av kollektivister som flitigt arbetar för att förstöra grundlagsfädernas USA”.
Antologin Freedom & Virtue: The Conservative Libertarian Debate innehåller flera essäer som beskriver ”avvägningen mellan personlig frihet och moral” som ”den huvudsakliga skiljelinjen som avgränsar de två filosofierna”.
Thomas DiLorenzo skrev att konstitutionalister inom klassisk liberalism/konservatism anser att statsmaktens storlek ska minskas genom att man upprätthåller den amerikanska konstitutionen. Han kritiserade emellertid dessa genom att skriva: ”Det grundläggande felet med hur klassiskt liberala och konservativa konstitutionalister resonerar är deras okunskap eller medvetna ignorerande av hur grundarna själva såg på konstitutionen. De tänkte sig att den skulle tillämpas av medborgarna i fria, oberoende och suveräna stater, inte av det federala domstolsväsendet.” Han skrev att den makt som den federala regeringen fick efter det amerikanska inbördeskriget kullkastade 1787 års konstitution.
Laurence M. Vance skrev att ”vissa ser klassisk liberalism som en livsstil snarare än en politisk filosofi… De känner uppenbarligen inte till skillnaden mellan klassisk liberalism och libertinism." Edward Feser har understrukit att klassisk liberalism inte betyder att man måste avvisa traditionellt konservativa värderingar.